# OmCollab
omCollab是完全的开源软件，它被用于机构间或者internet上进行协作。它提供了一个门户环境，可以创建、共享和搜索跨企业的Microsoft Office内容、文件、共享的社会书签、blog 和 wiki 文章. omCollab将一些著名的开源软件集成为一个单一环境，以满足企业协作的需要。

## 产品功能
omCollab 是许多不同产品的合集。omCollab提供的功能包括:
- Wiki 用于创建和共享协作内容, 基于Wikipedia的后台程序MediaWiki 。

- Blogs 可以发布个人和组织信息( 基于 Wordpress)

- Social Bookmarking 用于保存、共享和发现网页书签. 它的名字叫做omBookmarks, 是 Scuttle（页面存档备份，存于）的fork版本。

- 作为协作社区的Social Networking 功能 ，已经合并为其他组件.

- Forum 支持讨论组，和常见问题FAQ (基于 phpBB）

- Mashup 了 MIKE2.0 Methodology 的能力，用于构建一个基于开放内容的综合解决方案.

- Search 社区用户来查询跨资源库的内容。

- 提供了富用户界面，包括高级导航组件, 集成的皮肤和单点登录功能, 提供了跨平台的统一界面。

有很多用于这些组件的扩展程序，具体清单请见 MIKE2.0网页（页面存档备份，存于）.